# 生態系統服務

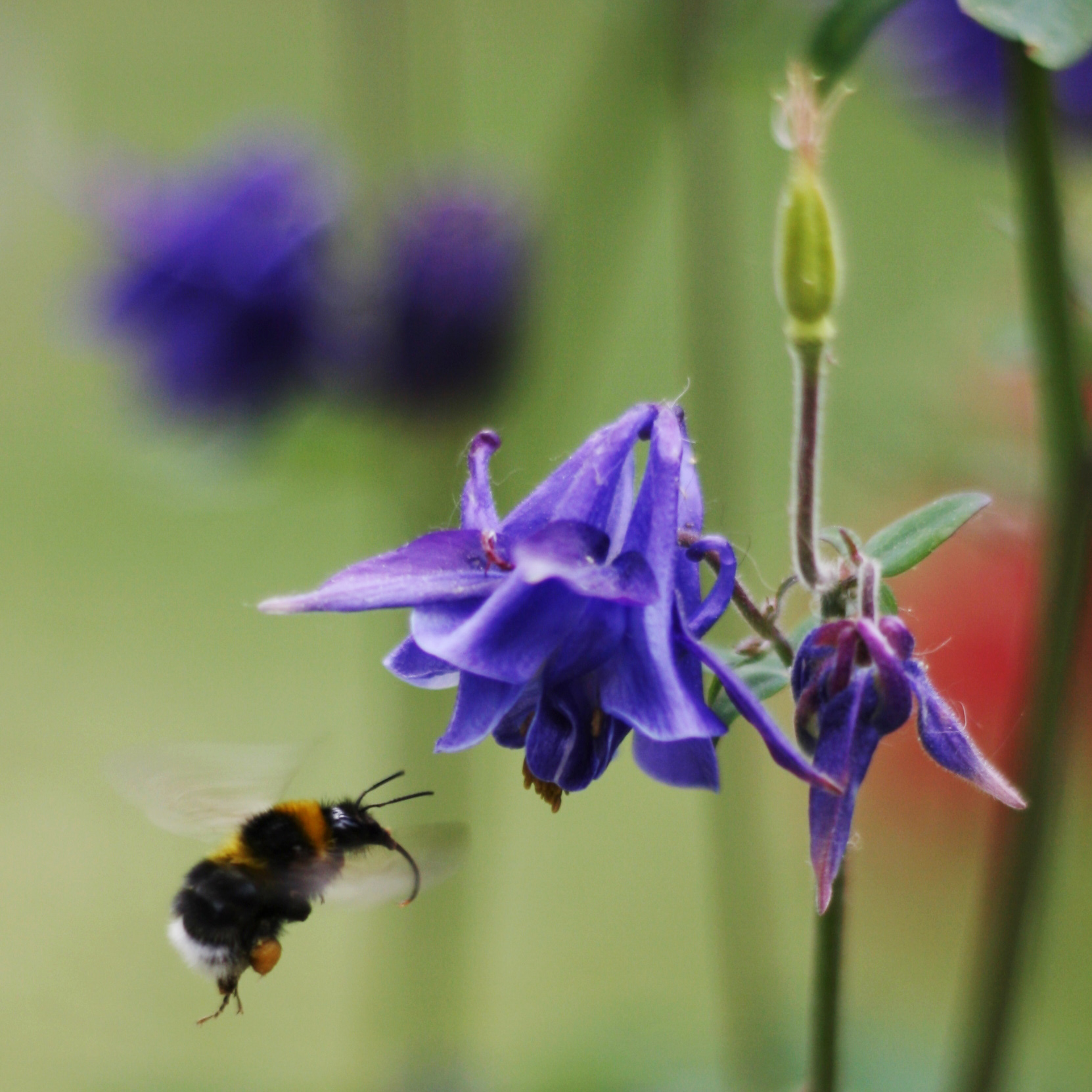
昆蟲幫助農作物傳粉，提供生態系統服務

生態系統服務（英語：ecosystem services）是指在生態系中，人類直接或間接謀取的所有福利。生態系為人類提供食物來源、衣服材料、潔淨的空氣和食水等，但人類取得該服務的同時，可能會破壞生態系本身，減弱其提出服務的功能。在2005年千禧年生態系統評估明確指出自然生態系是人類的「生命支持系統」，為人類提供必要的生態系統服務。分析生態系服務可讓社會知道開採和破壞生態系統所得到經濟價值和應付成本，為各國領袖提供決策的指引。
千禧年生態系統評估報告中，生態系統服務共分為四種：供給、支持、調節、文化。

## 例子
海草的根與地下莖可安定海床，防止浪湧，成為魚苗的躲藏處和良好的漁場，並向其他生物提供氧氣，營造出特有的棲息地，提供重要的生態系統服務。

## 環境經濟學
環境經濟學認為自然資源和生態系統服務均具有經濟價值，而且評估環境的經濟價值是其一個重大課題。

## 外部連結
- Living Beyond Our Means: Natural Assets and Human Well-being （页面存档备份，存于） 千禧年生態系統評估委員會的聲明和報告摘要
- Millennium Ecosystem Assessment Toolkit (March 2007) - 島嶼出版社 - 介紹“千禧年生態系統，生態系統服務，並提出了有效的政策和做法，以提高人類福祉，解決環境和發展問題。